# Protohynobius puxiongensis
Protohynobius puxiongensis är en groddjursart som beskrevs av Fei och Ye 2000. Protohynobius puxiongensis ingår i släktet Protohynobius och familjen Hynobiidae. IUCN kategoriserar arten globalt som otillräckligt studerad. Inga underarter finns listade i Catalogue of Life.